# こちら、苦手レスキューQQQ!
『こちら、苦手レスキューQQQ！』は白水社から出版されている小島ケイタニーラブ作・木下ようすけ絵による読み物。またはその主人公を原作として展開するプロジェクト。

## 概要
2019年1月、シンガーソングライター・小島ケイタニーラブとイラストレーター木下ようすけが「苦手を克服せずに、ともに生きていく」プロジェクトとして活動を開始。同年夏よりシンガーソングライターkainatsuもプロジェクトに加わる。
2020年3月、「こちら、苦手レスキューQQQ！」（文・小島ケイタニーラブ／絵・木下ようすけ）を白水社より刊行。
2020年7月より、ラジオ番組「こちら、苦手レスキューQQQ！ in 静岡」（毎週金曜・パーソナリティ：小島ケイタニーラブ）をKmix（静岡エフエム）で放送開始。同年、10月からKmixのYoutube上でも動画の公開が開始された。